# Manirampur
Manirampur è un sottodistretto (upazila) del Bangladesh situato nel distretto di Jessore, divisione di Khulna. Si estende su una superficie di 444,70 km² e conta una popolazione di 326.093 abitanti (dato censimento 1991).